# Londoner Konferenz (1832)
Auf der Londoner Konferenz im Mai 1832 berieten Großbritannien, Frankreich und Russland, die am 3. Februar 1830 im Londoner Protokoll die Gründung des Staates Griechenland erklärt und damit den griechischen Unabhängigkeitskampf vom Osmanischen Reich entschieden hatten, über die weitere Entwicklung, nachdem Ioannis Kapodistrias, das erste Staatsoberhaupt, im Oktober 1831 ermordet worden war.
Eingeladen zu der Konferenz hatte der britische Staatssekretär für Auswärtige Angelegenheiten, Henry John Temple, 3. Viscount Palmerston. Man einigte sich, den Staat als unabhängiges Königreich zu gestalten. Seine Nordgrenze sollte an der sogenannten Arta-Volos-Linie verlaufen. Die Krone wurde ohne Rücksichtnahme auf etwaige griechische Ansprüche nach dem Verzicht des belgischen Königs Leopold I. dem bayerischen Prinzen Otto von Wittelsbach angetragen. Auflage war, dass es zu keiner Vereinigung der Königreiche Griechenland und Bayern kommen dürfe.
Das Osmanische Reich wurde für den Gebietsverlust mit der Geldsumme von 40 Millionen Piastern abgefunden.